# Räddningsstation Holmsund
Räddningsstation Holmsund är en av Sjöräddningssällskapets räddningsstationer. 
Räddningsstation Holmsund ligger i Patholmsviken i Holmsund. Den grundades 1944 i Byviken på Holmön och har 25 frivilliga. Den första räddningsbåten var Drottning Victoria, som överfördes från Räddningsstation Grönhögen. År 1948 kom den nybyggda räddningskryssaren A. E. Appelberg, som ersattes 1958 av den likaså nybyggda och kraftigt isbrytande Grängesberg, som sedermera blev skolfartyget MS Poseidon II i Stavanger i Norge. Denna ersattes av nybyggda Sigurd Golje 1971, som i sin tur ersattes av Elsa Golje 1990.
Under senare år har stationen haft en tidigare Stridsbåt E, Rescue Holmsund 2000-07 och Rescue Lars Prytz av Victoriaklass 2007-13. Även ribbåten Rescue Catharina av Marstrand har tjänstgjort vid stationen. Även Rescue Nynäs har funnits på stationen.

## Räddningsfarkoster
- 12-18 Rescue MinLouis, ett 11,8 meter långt räddningsfartyg av Victoriaklass, byggt 2005
- Rescuerunner F & B 2, byggd 2006
- Miljöräddningssläp Holmsund, byggt av Marine Alutech

## Tidigare räddningsfarkoster
- 3-42 Rescuerunner Göran
- Miljöräddningssläp